# Juan Bautista Moya
Juan Bautista Moya y Valenzuela (Jaén, España; 24 de junio de 1504 — † Valladolid, hoy Morelia, Michoacán, México), Virreinato de Nueva España, 20 de diciembre de 1567) fue un fraile y misionero agustino español, reconocido por su labor evangelizadora en la región de la Tierra Caliente, ubicada en los estados mexicanos de Guerrero y Michoacán y conocido, debido a sus méritos milagrosos y religiosos, como el Apóstol de Tierra Caliente.

## Vida
Era hijo de Jorge Moya y Tomasa Valenzuela, y desde muy pequeño demostró su inteligencia y capacidad para aprender diferentes idiomas. Estudió en el seminario del Convento de Salamanca, que pertenecía a la orden de San Agustín; allí aprendió el griego y hebreo, y más tarde se convirtió en seminarista. Cursó el noviciado de 1522 a 1523, y profesó este último año. Como lo marcaba la orden de San Agustín, tomó el nombre religioso de Bautista. Obtuvo grados de filosofía y teología, así como cátedras por oposición.

### Misionero
La Orden de San Agustín organizó una de sus primeras misiones evangelizadoras preparando un viaje a Nueva España al mando de Fray Gerónimo de San Esteban, y Bautista Moya integraba el grupo que tenía previsto partir en 1533, pero no pudo incorporarse a ellos por una visita a su hermano que no le permitió llegar a tiempo el día en que zarparon. Bautista Moya esperó el viaje de regreso en 1536, que tenía el propósito de llevar a más misioneros a América, y zarpó ese año en un segundo grupo, conformado por doce misioneros agustinos hacía la Nueva España. Finalmente, desembarcaron en Veracruz y comenzaron la travesía hacía la capital de la Nueva España (hoy Ciudad de México). En su camino, los dos grupos, encabezados por Fray Francisco de la Cruz, iban evangelizando los pueblos que en su camino encontraban. Estas misiones más tarde construirían templos y conventos en la Ciudad de México y en las poblaciones de Chilapa, Tlapa, Yecapixtla y Zacoalpan, en el actual estado de Guerrero. 
Bautista Moya fue enviado hacia el sur de la Nueva España y se estableció en la región que cubre las poblaciones de Chilapa y Tlapa (en el actual Guerrero), que formaban parte de la provincia de Puebla. Allí aprendió el idioma náhuatl. Es hasta 1544 cuando comenzó su labor evangelizadora en la población de Huachinango, y más tarde recibió el nombramiento de prior del convento de agustinos de la Ciudad de México, cargo que dejó muy pronto para trasladarse a la región de Tierra Caliente, en la provincia de Michoacán. Llegó primero a Guayangareo (después Valladolid, hoy Morelia), después a Tiripetío y a Tacámbaro, en 1533, año en que comienza a evangelizar dicha región. Pasó por las poblaciones de Tuzantla, Huetamo, Turipécuaro (hoy San Lucas) y después a Pungarabato (hoy Ciudad Altamirano), en donde se estableció para formar su centro de operaciones y para llevar a cabo su labor misionera de la nueva religión. El libro Crónicas de Tierra Caliente, del ingeniero Alfredo Mundo Fernández, dice que de acuerdo a Fray Matías de Escobar y Llamas en su "Americana Thebaida" de 1729, fray Juan Bautista Moya llega a establecerse en Pungarabato que toma como su centro misional; baja a la gente de los cerros para establecerse en donde hoy es la plaza principal. Construye una muy buena iglesia y convento, dice la citada obra, y hasta una escuela de música, y visita a Tlapehuala, Tanganhuato y Coyuca; Bautista Moya, dice "Crónicas de Tierra Caliente", de manera cronológica construye iglesias y conventos en Tuzantla, Cutzamala y Ajuchitlán. La iglesia de Pungarabato se incendia en tres ocasiones y el convento desaparece, continúa diciendo, y en Coyuca los temblores destruyen su iglesia, y el día de hoy solo permanece conservado en un gran porcentaje la iglesia y el convento de Cutzamala, en los cuales se puede admirar la belleza de su arquitectura Plateresca y su construcción tipo castillo feudal que los agustinos construyeron en México solamente entre 1540 y 1570. Finaliza el Ing. Mundo diciendo que después de Tuzantla Bautista Moya construye iglesia y conventos en Nocupétaro, Turicato, Cutzio (cerca de Huetamo), Zirándaro, Huacana y Purungueo. Entre sus actividades fue la inculcarles la religión católica a los pobladores de la región haciendo a un lado las prácticas de idolatría. Establecer a pobladores dispersos en lugares más adecuados para vivir; A su vez, levantó edificios que serían templos e iglesias y construcciones que albergarían a hospitales y escuelas. Permaneció en Pungarabato hasta 1567, año en que enferma y es trasladado a Valladolid (hoy Morelia) donde muere el día 20 de diciembre. Sus restos descansan en el Convento de la Orden de los Agustinos en la ciudad de Morelia, Michoacán.

## Milagros

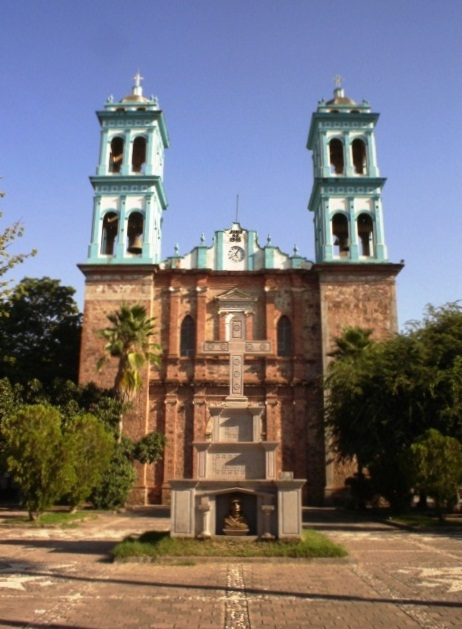
Catedral de Fray Juan Bautista en Ciudad Altamirano, a sus píes la Cruz de Mayo donde se mantiene sepultado el báculo de Juan Bautista Moya.

En muchos de las poblaciones que conforman la región de la Tierra Caliente, se le atribuyen a Bautista Moya una serie de actos milagrosos mientras éste se encaminaba en su labor evangelizadora.
- En Tacámbaro, al plantar un báculo de una rama seca asentó sus raíces, floreció y fructificó en tan solo unos minutos.
- En Pungarabato (hoy Ciudad Altamirano) enterró su báculo dentro del atrio de la iglesia, donde más tarde se construiría en ese mismo sitio la Cruz de Mayo, prometiendo que nunca se inundaría la población, dado al riesgo que representan las crecientes de los ríos Balsas y Cutzamala en tiempo de lluvias.
- En Coyuca, mientras se celebraba una misa, Bautista Moya dejó su báculo junto a la entrada del templo e hizo enraizar una gran Parota, la cual fructificó y permaneció junto al templo por mucho tiempo. En esa misma población, cruzaría las crecidas aguas del río Balsas sobre un caimán hacia el otro lado donde realizaría una extremaunción.

Eventos similares tuvieron lugar en poblaciones como Zirándaro, Cutzio, Huetamo, Ajuchitlán, Totolapan y en algunas localidades del actual municipio de La Huacana en Michoacán.